# 內匠寮
內匠寮 (日语：／／ Naisyōryō)是日本律令制度中属于中務省的令外官之一，和训为“ ”，指“宫内工匠之司”。內匠寮也是近代宫内省设置的內部部局之一。

## 律令制的內匠寮

### 历史・职掌
內匠寮的起源是728年 (神龜5年)圣武天皇时期设立的职官，在律令中没有设置该官职，因此属于令外官。內匠寮的前身可以追溯到天武天皇时代，当时作为皇室家政机构的官办作坊，之后随着律令制国家的建立，逐渐发展成为內匠寮等技术性机关。內匠寮是仿照唐代官办工厂“少府”而设，唐名也称为“少府”。此外，他还有一个唐名--“尚方”。內匠寮的一个特点是由各种职业工匠 (杂色作手)组成，不使用日本传统的伴部・品部・杂户，可以说是日本工业的起点。
內匠寮的工作是为皇室制造家具和仪式用具。最初內匠寮的负责人由皇室出任，但在奈良时代后期，其部分职能被勅旨省和造東大寺司接管。然而，在延历元年 (782年）和八年 (789年），勅旨省和造東大寺司被废除，内匠寮地位恢复。另外，寶龜5年 (774年)内匠寮合并大藏省典铸司，大同3年 (808年)又合并中務省画工司和大藏省漆部司。另外，在同年鍛冶司与木工寮合并时，鍛冶司的部分职责也被转移至内匠寮，在《延喜式》中并规定内匠寮负责铸造印章的工作。从平安时代初期到中期，内匠寮担任官营工场的负责人，在太政官和藏人所的命令下进行生产 。
然而平安时代中期以后，内匠寮职责逐渐被其他官职取代，加上朝廷由于财政问题减少举行大規模儀式，内匠寮的重要性降低，但其并未因此失去职能，直到律令制时代结束。

### 职员
- 頭（从五位下相当）一名
- 助（正六位下相当）一名
- 大允（正七位下相当）一名 少允（从七位上相当）二名
- 大属（从八位上相当）一名 少属（从八位下相当）二名

- 史生
- 寮掌 新設

- 使部
- 直丁
- 驱使丁

- 杂色作手（長上工・番上工）

## 近代的内匠寮
近代宫内省内匠寮的起源可以追溯到1869年（明治2年），当时其前身组织是根据《职员令》在宫内省设立的。1871年，成立内匠司。 1873年改组为内匠課。1885年，随着内阁制度的建立，内匠課成为内匠寮，长官是内匠头。内匠寮负责宮廷庭園、離宮庭園、新宿御苑的建筑、室内装饰、设备、园林绿化和土木工程，以及与皇室财产有关的维护工作。
1903年政府改革后，内匠寮负责：“宫殿和其他建筑物的维护，以及与建筑、土木工程、电力、花园和园艺有关事务。”1904年到1915年间曾经设置负责庭苑造景的独立机关内苑寮，之后回归内匠寮。第二次世界大战后， 1945年10月5日，由于宫内省组织调整，内匠寮与主馬寮合并，设立主殿寮，目前内匠寮职能属于宫内厅管理部负责。

## 相关项目
- 日本古代职官
- 淺野長矩--播州赤穗藩主，他被授予“内匠頭”的称号。